# Alberto Ramos Garbiras
Alberto Ramos Garbiras (Sevilla, Valle del Cauca) es un abogado, académico y escritor colombiano, reconocido por su trayectoria en el ámbito del derecho constitucional y la ciencia política. Ha ocupado diversos cargos en el sector público y ha sido profesor en varias universidades colombianas. Es autor de más de 16 libros que abordan temas de derecho, política y sociedad.

## Biografía

### Formación académica
Ramos Garbiras obtuvo su título de abogado en la Universidad Santiago de Cali. Posteriormente, se especializó en Derecho Constitucional en la Universidad Libre. Obtuvo una maestría en Ciencia Política en la Pontificia Universidad Javeriana. También realizó estudios de actualización política en la Universidad Complutense de Madrid.

### Carrera profesional
En el sector público, ha desempeñado varios cargos, entre ellos:
- Procurador Ambiental y Agrario del Valle del Cauca (1997–2004).[1]
- Personero Delegado para los Derechos Humanos de Cali (1995–1997).[2]
- Director del Departamento Administrativo de Gestión del Medio Ambiente (DAGMA) de Cali (2007).
- Secretario General de la Gobernación del Valle del Cauca (2013).
- Jefe de la Oficina de Gestión del Riesgo, adscrito a la Unidad Nacional para la Gestión del Riesgo de Desastres (UNGRD) (2015).
- Gerente de la Industria de Licores del Valle (ILV) (2015–2016).

### Labor académica
Ha sido profesor en diversas instituciones de educación superior, impartiendo cátedras como:
- Derecho Constitucional Colombiano y Comparado.
- Ciencia Política.
- Derechos Humanos.
- Derecho Internacional Público.
- Legislación Ambiental.

Entre las universidades donde ha enseñado se encuentran la Universidad Libre de Cali, la Universidad Santiago de Cali (USC), la Universidad San Buenaventura y la Universidad del Valle.

## Obras publicadas
Algunas de sus obras más destacadas incluyen:
- Bolívar y el constitucionalismo (1997).
- Partidos políticos y populismo (2019).
- Terrorismo, globalización y Estados-Nación (2007).
- Conflicto interno, fronteras y crisis diplomática (2013).

## Reconocimientos
- Diploma de la Universidad Libre como reconocimiento al aporte para el desarrollo cultural (1991).[4]
- Mención de honor por producción intelectual en la Universidad Libre (1997).[3]
- Miembro correspondiente de la Academia de Historia del Valle del Cauca (1998).[3]
- Reconocimiento por la producción del libro Bolívar y el constitucionalismo (1998).